# Irena Podedworna
Irena Podedworna z domu Melanowicz – polska malarka i blogerka.

## Życiorys
Wychowała się na Podlasiu w okolicach Białej Podlaskiej, co ma wpływ na jej twórczość.
Ukończyła Studium Nauczycielskie w Warszawie pracą dyplomową dot. projektowania ubiorów, studia magisterskie na Uniwersytecie Mikołaja Kopernika w Toruniu oraz podyplomowe w Warszawie z oligofrenopedagogiki. W latach 2009–2011 uczestniczyła na szkoleniu z malarstwa niderlandzkiego oraz sztuki włoskiej i sakralnej w Międzynarodowym Centrum Zarządzania Informacją w Toruniu.
Z zawodu jest nauczycielką. Uczyła w Technikum Odzieżowym w Toruniu oraz w Zespole Szkół Zawodowych Nr 4 i w Państwowej Szkole Technicznej (dzisiejszym Zespole Szkół Technicznych) we Włocławku.
Obecnie mieszka we Włocławku.
Irena Podedworna prowadzi bloga pt. Podedworna Art.

## Malarstwo
Stosuje różne techniki malarskie. W obszarze jej zainteresowań znajdują się m.in. pejzaże Kujaw i Podlasia, akty, martwe natury, tematyka sakralne i ubiory.
Jej prace były wystawiane na przeszło 50 wystawach zbiorowych i 10 indywidualnych, m.in. we Włocławku, Bydgoszczy, Toruniu, Skierniewicach czy Warszawie. Wiele z nich znajduje się w galeriach prywatnych w kraju i za granicą. Angażuje się także w prowadzenie warsztatów artystycznych z dziećmi i niepełnosprawną młodzieżą.
Jest członkiem Związku Polskich Artystów Plastyków – okręgu warszawskiego Polskiej Sztuki Użytkowej (od 2011) oraz Regionalnego Stowarzyszenia Artystów „Wło-Art”} (od 2006 roku). Kształci się na zajęciach z malarstwa na Uniwersytecie Trzeciego Wieku w Toruniu.